# Epilobium karsteniae
Epilobium karsteniae là một loài thực vật có hoa trong họ Anh thảo chiều. Loài này được Compton mô tả khoa học đầu tiên năm 1967.